# Walterhill
Walterhill is een plaats (census-designated place) in de Amerikaanse staat Tennessee, en valt bestuurlijk gezien onder Rutherford County.

## Demografie
Bij de volkstelling in 2000 werd het aantal inwoners vastgesteld op 1523.

## Geografie
Volgens het United States Census Bureau beslaat de plaats een oppervlakte van
15,1 km², geheel bestaande uit land. Walterhill ligt op ongeveer 155 m boven zeeniveau.

## Plaatsen in de nabije omgeving
De onderstaande figuur toont nabijgelegen plaatsen in een straal van 28 km rond Walterhill.